# ドデ祭
ドデ祭（どでまつり）は、名古屋テレビ放送が主催し、毎年10月中旬（一部の年に例外あり）の土・日曜日に愛知県名古屋市内で開催されるイベントである。

## 概要
2019年までは「メーテレ秋まつり」として開催していたが、2020年以降、新型コロナウイルスの影響で2年連続中止となった。2022年以降、「ドデ祭」の名前で再開した。ドデスカ!及びドデスカ+で紹介された店や、おぎやはぎのハピキャン等の店を構えている。また、ステージでは両番組出演者や、名古屋出身のアイドルによるライブが行われる。また、メーテレ本社内にあるもふもふパラダイスや、スタジオに入ることも可能である。また、菓子などの無料配布も行われている。第3回では、公式グッズが販売された。
また、当日の土曜朝にドデスカ! (土曜日)（2023年度まではドデスカ!ドようびデス。）で紹介が行われたり、特別番組が編成されたりする。

## 歴史
- 2022年9月24日・25日　ドデ祭初開催。当時の会場はエディオン久屋広場である。特別番組も放送された。[1]
- 2023年10月21日・22日　第2回ドデ祭開催。この開催よりメーテレ本社及び東別院で行われるようになった。また、同年10月2日ドデスカ!+放送開始に伴い、2番組協力開催となる。尚、この年は特別番組は放送されなかった[2]
- 2024年10月19日・20日　第3回ドデ祭開催。[3]この開催より、ドデスカ公式グッズが販売されるようになった。この年は特別番組が放送された。
- 第3回で販売されたアクリルスタンドが人気のため、スタート1時間で売り切れてしまったため、2024年10月31日まで受注生産という形で再販売した。